# Terlago
Terlago là một đô thị ở tỉnh Trento ở vùng Trentino-Alto Adige/Südtirol của Ý, tọa lạc cách 6 km về phía tây bắc của Trento. Tại thời điểm ngày 31 tháng 12 năm 2004, đô thị này có dân số 1.571 người và diện tích là 37 km².
Terlago giáp các đô thị: Fai della Paganella, Molveno, Lavis, Zambana, Andalo, Trento và Vezzano.
Terlago lấy tê từ tiếng La tinh trilacum - "3 hồ"—đó là hồ Lamar, hồ Terlago, và hồ Santo.